# Georg Schmidt (Politiker, 1875)

Georg Schmidt

Georg Schmidt (* 22. November 1875 in Biebrich; † 22. Februar 1946 in Berlin) war ein deutscher Politiker (SPD). Er war Mitglied der Preußischen Landesversammlung und von 1920 bis 1933 Abgeordneter des Reichstags in der Weimarer Republik.

## Leben
Schmidt besuchte von 1882 bis 1889 die Volksschule und wurde später Gärtner. Er trat 1898 in den Allgemeinen Deutschen Gärtner-Verein ein, lebte zu dem Zeitpunkt in Hamburg, wo er nach Arbeit suchte. Er fand schließlich Arbeit in Mannheim, wo er bis 1904 in seinem erlernten Beruf arbeitete. In Mannheim trat er später dem Gärtnerverein Verein Edelweiß ein, der am 30. September 1899 auf Schmidts Betreiben hin sich dem Allgemeinen Deutschen Gärtner-Verein anschloss. Schmidt engagierte sich für den Anschluss des Gärtner-Vereins an die Generalkommission der Gewerkschaften Deutschlands. Seit 1900 plädierte er dafür und mit der Abstimmung am 6. September 1903, die durch ihn initiiert worden war, erreichte er eine Zweidrittelmehrheit, die für den Zusammenschluss stimmte. Schmidt wurde am 1. April 1904 hauptamtlicher Funktionär der Gärtnergewerkschaft und war als solcher zuständig für Süddeutschland. Seinen Sitz hatte er in Frankfurt am Main.

## Politik

### Gewerkschaft
Nachdem Schmidt 1905 Geschäftsführer und Mitglied des Hauptvorstandes des Allgemeinen Deutschen Gärtner-Vereins geworden war, wurde er 1907 zum 1. Vorsitzenden der Organisation gewählt. Er löste den ehrenamtlichen Vorsitzenden Jakob Löcher ab. Unter Schmidt entwickelte sich der Gärtner-Verein zu einer Gärtnergewerkschaft mit starker Interessenvertretung aller arbeitenden Gärtner in Deutschland, der 1909 schon über 5.000 Mitglieder angehörten. Schmidt schied im April 1909 aus seinem Amt aus, um das Vorstandsamt des neugegründeten Verbandes der Land-, Wald-, und Weinbergarbeiter und -arbeiterinnen Deutschlands zu übernehmen, dem späteren Deutschen Landarbeiter-Verband. Er blieb bis 1933 Vorsitzender dieser Gewerkschaft. Schmidt war außerdem ehrenamtliches Vorstandsmitglied der Freien Gewerkschaften und von 1919 bis 1931 Mitglied des Vorstandes des Allgemeinen Deutschen Gewerkschaftsbundes. Ab 1924 war er Sekretär der Internationalen Landarbeiter-Föderation.

### Parlament
Von 1919 bis 1921 war er für die SPD Mitglied der Preußischen Landesversammlung. Er war vom 30. Juni 1920 bis 18. November 1920 und vom 8. Februar 1924 bis 1933 Mitglied des Vorläufigen Reichswirtschaftsrates und außerdem von Juni 1920 bis Mai 1924 als Abgeordneter des Wahlkreises 6 (Pommern) Mitglied des Deutschen Reichstages. Auf dem Reichstagswahlvorschlag der SPD wurde er 1924 wiedergewählt und gehörte dem Reichstag anschließend bis Juni 1933 erneut an. Er verfasste zahlreiche Schriften über die Lohn- und Arbeitsverhältnisse der land- und forstwirtschaftlichen Arbeiterschaft und einen Beitrag zur Beurteilung der Lage der deutschen Landarbeiterschaft.
Während seiner Zeit im Reichstag, während der Weimarer Republik, war er Mitglied mehrerer öffentlicher Körperschaften, wie dem Verwaltungsrat der Deutschen Ratenbank-Kreditanstalt, außerdem war er als Sachverständiger beim Völkerbund über die Agrarkrise tätig. Seit September 1930 war er als Mitglied im Kuratorium des Instituts für Konjunkturforschung tätig, einer Forschungseinrichtung von Reichsbahn und Reichspost, von den Spitzenverbänden der Industrie und der Banken, der Genossenschaften und der Gewerkschaften. Die Ergebnisse des Instituts dienten am Ende der Weimarer Republik den Gewerkschaften weitgehend als Informationshilfe. Im Mai 1933 wurde Schmidt in Schutzhaft genommen. Er behielt in der Zeit des Nationalsozialismus weiterhin enge Kontakte zu gewerkschaftlichen und sozialdemokratischen Gesinnungsgenossen und gehörte nach Kriegsende dem agrarpolitischen Ausschuss der Berliner SPD an. Schmidt starb am 22. Februar 1946 in Berlin an Herzlähmung.